# 学校法人大和学園 (京都府)
学校法人大和学園（がっこうほうじん たいわがくえん）は、京都府京都市に本部を置く学校法人。
1931年に田中朋二郎が開設した「鮒鶴料理講習会」をルーツとする。京都市内に4つの専門学校を設置するほか、生涯学習や産業支援事業も行う。

## 設置する学校

### 専門学校
- 京都調理師専門学校（京都市右京区）
- 京都栄養医療専門学校（京都市右京区）
- 京都製菓製パン技術専門学校（京都市右京区）
- 京都ホテル観光ブライダル専門学校（京都市中京区）

## 沿革
創立者・田中朋二郎は、料理旅館「鮒鶴」創業者・田中鶴三郎の孫として1897年に生まれた。朋二郎は生家の経営に携わりつつ、1923年より料理講習会を開き、講師として立った。1931年2月に「片寄った食生活の改善をめざす」として「鮒鶴料理講習会」を設立した。法人ではこれをもって学園の創立としている。1941年、清岡長言を会長に迎え「大和家庭料理講習会」を設立。第二次世界大戦後は「大和家庭料理学園」などの名称となるが、調理師を養成する学校としての認定を受け、京都調理師専門学校に発展した。なお、生涯学習の一環としての料理教室も継続している。
朋二郎ののち、子の田中藤一（1930年 - 1982年）が第2代理事長となる。1982年、藤一が52歳で急逝し、藤一夫人の田中田鶴子が理事長に就任。田鶴子は経営の多角化を図って学園を発展させ、2001年に学園経営の実務を二人の息子に引き継いで名誉学園長となった。また、田鶴子は京都市教育委員長（政令指定都市初の女性教育委員長）、京都商工会議所副会頭（女性としては初）などの公職を務めた。
2014年、京都市山ノ内浄水場跡地の跡地活用事業者として決定。同地にキャンパス（太秦キャンパス）を整備し、専門学校4校中3校の統合をはかる。
2017年には、学校教育法に新設された専門職大学として、栄養マネジメント・和食ビジネスを専門とする「京都専門職大学（仮称）」の2019年度開設に向けた申請を行ったが、その後取り下げている。

### 年表
- 1931年2月 - 鮒鶴料理講習会発足[1][9]
- 1941年 - 大和家庭料理講習会開設[1][9]
- 1951年 - 京都府の認可を受け、大和家庭料理学園開設[1][9]
- 1954年 - 
  - 学校法人として認可[1][9]。
  - 大和家庭料理学園を大和料理専門学校に改称[1][9]
- 1970年 - 大和料理専門学校を京都調理師専門学校に改称[1][9]
- 1974年 - 京都栄養士専門学校を嵯峨に開校[1][9]
- 1986年 - 京都調理師専門学校を四条通千本角に移転[1]
- 1991年 - キャリエール国際ビジネス専門学校を開校[1][9]
- 1998年 - 
  - 京都製菓技術専門学校を開校[1][9]
  - キャリエール国際ビジネス専門学校をキャリエールホテル旅行専門学校に改称[1][9]
- 2003年 - 京都栄養士専門学校を京都栄養医療専門学校に改称[1][9]
- 2017年 - 太秦キャンパスに京都調理師専門学校・京都製菓製パン技術専門学校の新校舎完成[1]

## 学校教育以外の事業
生涯学習の教室として「ラ・キャリエール クッキングスクール」を開いているほか、大学や企業の研修、コンサルティングなどの事業も行っている。また、料理・製菓関連書を中心とした出版も行っている。